# Fundo Nacional Para as Artes
O Fundo Nacional Para as Artes (National Endowment for the Arts ou NEA) é uma agência independente do governo federal dos Estados Unidos que oferece apoio e financiamento para projetos que exibem excelência artística. O Fundo foi criado por um ato do Congresso dos Estados Unidos em 1965 como uma agência independente do governo federal e assinada pelo presidente Lyndon B. Johnson em 29 de setembro de 1965 (20 USC 951).
O NEA tem seus escritórios em Washington, D.C. Foi premiado com o Tony Honors for Excellence in Theatre em 1995, bem como o Special Tony Award em 2016. Em 1985, o Fundo ganhou um Oscar honorário da Academia de Artes e Ciências Cinematográficas por seu trabalho com o American Film Institute na identificação, aquisição, restauração e preservação de filmes históricos. Além disso, em 2016 e novamente em 2017, o Fundo recebeu indicações ao Emmy da Television Academy na categoria Outstanding Short Form Nonfiction or Reality Series.

## História
O Fundo Nacional para as Artes foi criado durante o mandato do presidente Lyndon B. Johnson sob os auspícios gerais da Grande Sociedade. De acordo com a historiadora Karen Patricia Heath, "Johnson pessoalmente não estava muito interessado na aquisição de conhecimento, cultural ou não, por si mesmo, nem tinha tempo para apreciar a arte ou se encontrar com artistas."
O NEA é "dedicado a apoiar a excelência nas artes, tanto novas quanto estabelecidas; levando as artes a todos os americanos; e a fornecer liderança na educação artística".

## Doações
Entre 1965 e 2008, a agência concedeu mais de 128.000 doações, totalizando mais de US$ 5 bilhões. De meados da década de 1980 a meados da década de 1990, o Congresso concedeu ao NEA um financiamento anual entre US$160 e US$180 milhões. Em 1996, o Congresso cortou o financiamento do NEA para US$99,5 milhões como resultado da pressão de grupos conservadores, incluindo a American Family Association, que criticou a agência por usar dinheiro de impostos para financiar artistas altamente controversos como Barbara DeGenevieve, Andres Serrano, Robert Mapplethorpe e os artistas performáticos conhecidos como "NEA Four". Desde 1996, o NEA se recuperou parcialmente com um orçamento de US$146,21 milhões em 2015 .  Para o ano fiscal de 2010, o orçamento atingiu o nível em que estava em meados da década de 1990 em US$167,5 milhões, mas caiu novamente no ano fiscal de 2011, com um orçamento de US$154 milhões.

## Governança
O NEA é governado por um diretor nomeado pelo Presidente dos Estados Unidos para um mandato de quatro anos e sujeito à confirmação pelo Congresso. O comitê consultivo do NEA, o National Council on the Arts, aconselha o presidente sobre políticas e programas, bem como analisa os pedidos de subsídios, as diretrizes de arrecadação de fundos e a iniciativa de liderança. Esse órgão é composto por 14 pessoas indicadas pelo Presidente por sua especialização e conhecimento nas artes, além de seis membros ex officio do Congresso que atuam sem direito a voto.